# Václav Bejček
Václav Bejček (18. října 1925 Soutice – 7. února 1952 Věznice Pankrác) byl český kovář, dělník a protikomunistický odbojář odsouzený v politickém procesu komunistickým režimem k trestu smrti a v roce 1952 popraven.

## Životopis
Narodil se v roce 1925 v Souticích. Po studiu pracoval mj. v dole Rako. V červnu 1951 se seznámil s Oldřichem Skleničkou, se kterým diskutovali jejich možný útěk z Československa na západ. Od srpna 1951 pracoval ve vojenských dílnách v Rakovníku. V září 1951 spolu se Skleničkou kontaktovali Karla Chaloupeckého, o kterém se domnívali, že jim s útěkem může pomoci. Tento plán se však ukázal jako téměř nemožný a skupina se tak rozhodla bojovat proti režimu na území Československa. Kromě šíření protirežimních letáků se rozhodla také napadat funkcionáře KSČ či příslušníky SNB v oblasti, nicméně postupem času se je rozhodli také vraždit. V říjnu 1951 skutečně jednoho příslušníka SNB spolu se za pomoci Skleničky zastřelil. Stalo se tak na rušné cestě za bílého dne a během činu je pozoroval svědek. Krátce poté byli všichni tři odbojáři zatčeni. Bejček se k činu ve vazbě přiznal.

### Soudní proces a smrt

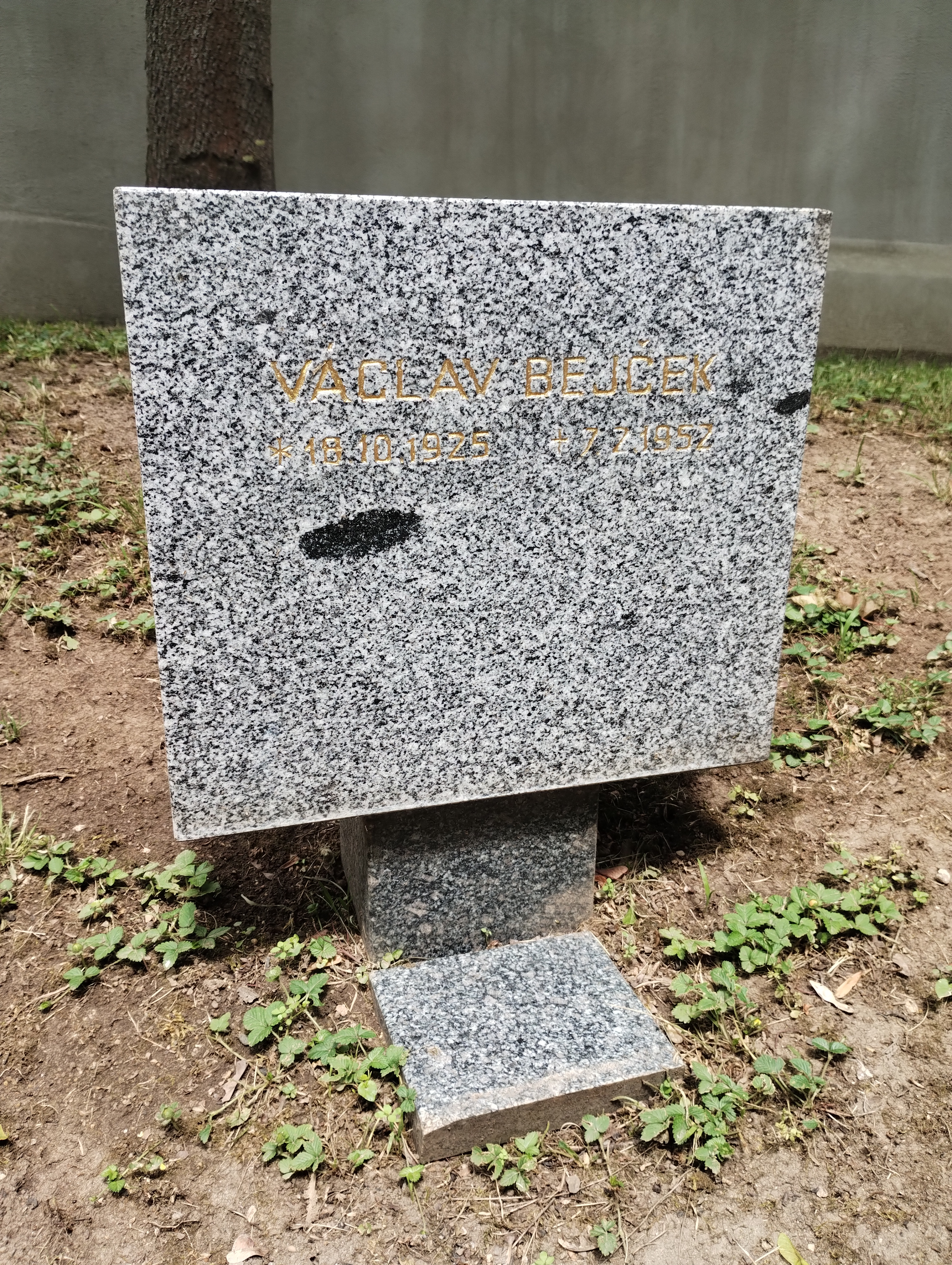
Symbolický náhrobek V. Bejčka na Čestném pohřebišti v Ďáblicích

Za trestné činy velezrady a vraždy byl v politickém procesu zvaném Chaloupecký a spol. v listopadu 1951 odsouzen k trestu smrti. Jeho vystupování bylo v procesu hodnoceno kladně, vyšetřovatelé o něm uvádí následující: „Podařilo se právě při jeho výslechu dát věci ryze politický charakter, což má o to větší cenu, že bylo nebezpečí, že věc sklouzne na pole kriminality.“ Nejvyšší soud poté zamítl Bejčkovo odvolání a prezident Klement Gottwald odmítl Bejčkovi udělit prezidentskou milost. Popraven byl v únoru 1952. Pohřben byl do hromadného hrobu na Ďáblickém hřbitově. Po sametové revoluci byl rehabilitován v případu trestného činu velezrady, nikoliv však v případu vraždy.